# IC 1168
IC 1168 је елиптична галаксија у сазвјежђу Змија која се налази на листи објеката дубоког неба у Индекс каталогу.
Деклинација објекта је + 14° 54' 11" а ректасцензија 16h 3m 55,6s. Привидна величина (магнитуда) објекта IC 1168 износи 14,5 а фотографска магнитуда 15,5. IC 1168 је још познат и под ознакама IC 1168A, MCG 3-41-66, CGCG 108-90, NPM1G +15.0494, PGC 56901.